# Félix Dehau
Pour les articles homonymes, voir Dehau.
Félix Dehau, né le 22 janvier 1846 à Lille (Nord) et mort le 19 août 1934 à Bouvines (Nord), est un homme politique français. Légitimiste, il est maire du village historique de Bouvines, en Flandre, de 1872 à 1934.
En 1894, il fonde l'École pratique libre d'agriculture à Genech (actuellement l'Institut de Genech), le plus ancien établissement agricole de France et son domicile à Bouvines est devenu le monastère de Bouvines.

## Biographie

### Famille
Félix Dehau est issu d'une famille de notables flamands dont certains membres furent hobereaux, militaires ou magistrats,. Il est le fils de Félix Dehau (1787-1870), notaire, directeur du mont-de-piété de Lille, et de Stéphanie Defontaine (1813-1887),.
Le 21 novembre 1868 à Lille, il épouse Marie Lenglart (1849-1940), fille d'Auguste Lenglart (1826-1907), fabricant de sucre et de Claire Barrois (1829-1908), descendante de François Barrois-Virnot (1759-1848), ancien maire de Lille. La famille Lenglart est issue de la grande bourgeoisie lilloise, industrielle, commerçante et voltairienne dont certains membres furent artistes ou amateurs d'art,. De ce mariage naîtront dix enfants, :
- Pierre Dehau (1870-1956), prêtre dominicain sous le nom en religion de Thomas Dehau, a reçu à la fin de sa vie une monition canonique pour avoir couverts les abus sexuels de ses neveux ;
- Félicie Dehau (1871-1962), mariée avec Georges Prouvost (1866-1929), industriel, dont douze enfants ;
- Claire Dehau (1872-1932), sœur Fille de la charité de Saint-Vincent-de-Paul ;
- Madeleine Dehau (1874-1929), mariée avec André Bonduelle (1866-1948), industriel, dont quatorze enfants ;
- Marthe Dehau (1875-1875), morte en bas âge ;
- Marthe Dehau (1876-1924), mariée avec Charles Jeanson (1874-1930), industriel, dont quatre enfants ;
- Élisabeth Dehau (1878-1968), mariée avec Henri Philippe (1875-1959), notaire, dont douze enfants;
- Louise Dehau (1881-1948), sans postérité ;
- Henriette Dehau (1884-1953), mariée avec Louis Rollinde de Beaumont (1879-1943), avocat, dont huit enfants ;
- Jean Dehau (1889-1959), propriétaire agriculteur, marié avec Thérèse Davaine (1891-1965), dont trois enfants.

### Études, activités et politique
Félix Dehau fit des études de droit et est diplômé d'un doctorat en droit,.
Maire de Bouvines pendant soixante-deux ans, de 1872 à 1934, Félix Dehau fut, à son époque, le plus jeune des maires de France, puis, à la fin de sa carrière, le doyen,. Il fut également conseiller général du canton de Cysoing de 1889 à 1913.
Après la défaite de 1870, Félix Dehau, voulant redonner courage à ses citoyens, décida sous son mandat en 1878, que la commune de Bouvines fasse reconstruire l'église paroissiale Saint-Pierre. Après six ans de travaux, l'église fut achevée en 1886 et consacrée en 1910. Les vitraux, quant à eux, ne furent réalisés qu'après 1889. L'architecte Auguste Normant s'est inspiré de l'architecture de l'époque de la bataille représentée et l'a conçue comme une chapelle servant à mettre en valeur les vitraux, reconstruisant l'église Saint-Pierre de Bouvines avec des vitraux représentant la bataille.
Félix Dehau se présenta aussi à différentes élections législatives et sénatoriales mais sans succès, notamment en raison de l'anticléricalisme de cette époque.
Il était catholique social et légitimiste, toutefois lorsque Léon XIII publie en 1892 l'encyclique Au milieu des sollicitudes qui prône le rapprochement avec la République, la famille Dehau intensifie alors ses œuvres sociales et met ses convictions royalistes sous le boisseau. Félix Dehau était oblat de l'abbaye Saint-Martin de Ligugé et participa également à l'acquisition pour les bénédictins de l'abbaye de Chevetogne.

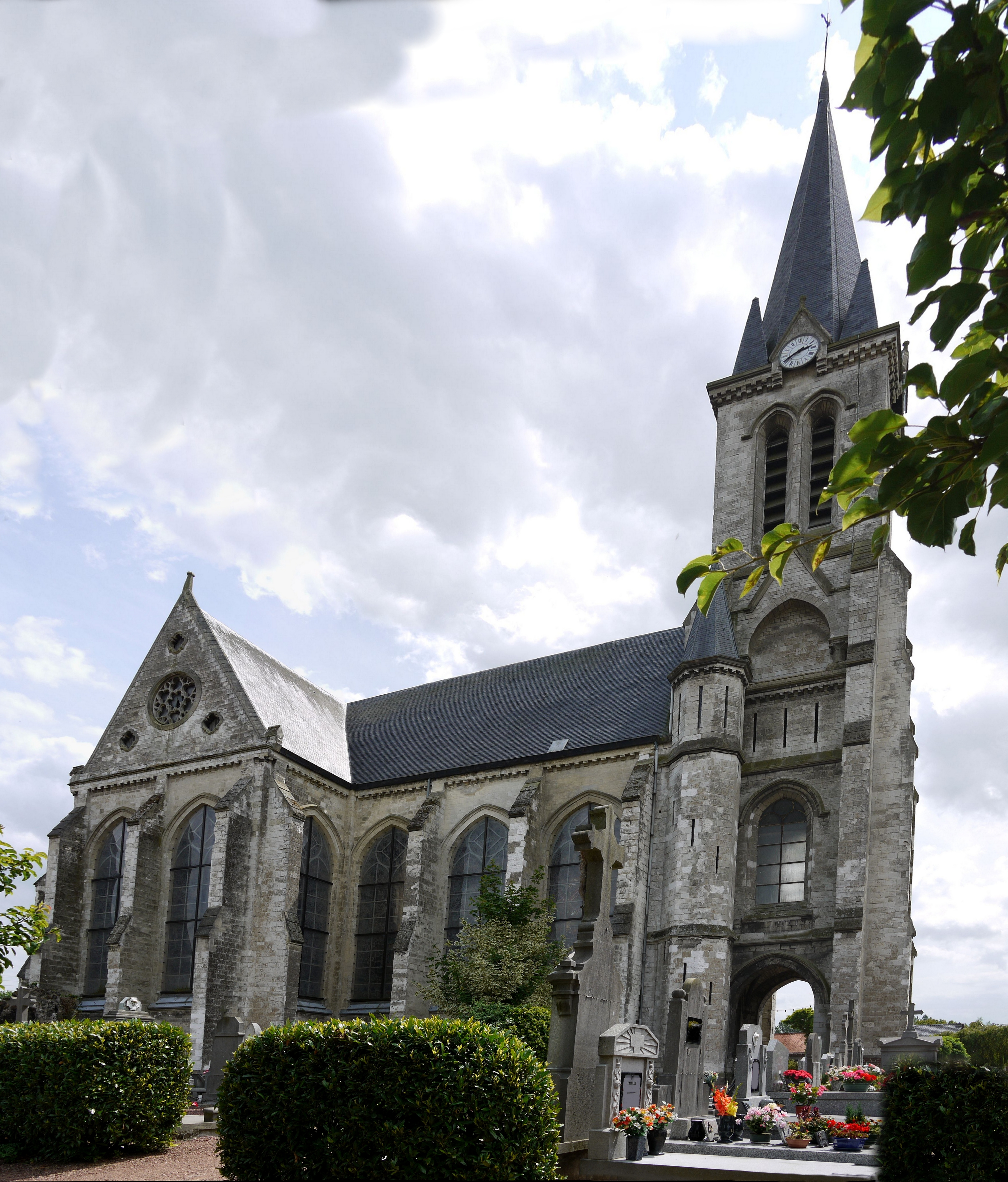
Vue de l'église Saint-Pierre de Bouvines.

Il acheta la propriété de Genech à la famille de Sainte-Aldegonde, seigneurs du village avant la Révolution. En 1893, dans l'ancien château, Félix Dehau, l'archevêque de Cambrai et des dirigeants de l'Institut catholique de Lille décident de fonder l’École pratique libre d’agriculture. Les premiers élèves arrivent en octobre 1894.
Félix Dehau fit construire les orphelinats d'Esquermes, de Blandin, de Bouvines et de Croix et organisa les fêtes du septième centenaire de la bataille de Bouvines.

## Décorations

### Décoration française
- Chevalier de la Légion d'honneur (1928)[14]

### Décoration étrangère
- Commandeur de l'ordre de Saint-Grégoire-le-Grand